# دي جاي شادو
جوشوا بول ديفيس (29 يونيو 1972-) يعرف باسمه المسرحي «دي جاي شادو»، هو منتج موسيقى أمريكي ومؤلف أغاني. أصبح مشهورا بعد ألبومه «إندترودوسينج» الذي كان مصمما بالكامل من نماذج صوتية. لديه مجموعة بأكثر من 60000 اسطوانة موسيقى.

## روابط خارجية
- دي جاي شادو على موقع IMDb (الإنجليزية)
- دي جاي شادو على موقع الموسوعة البريطانية (الإنجليزية)
- دي جاي شادو على موقع ألو سيني (الفرنسية)
- دي جاي شادو على موقع ميوزك برينز (الإنجليزية)
- دي جاي شادو على موقع رولينغ ستون (الإنجليزية)
- دي جاي شادو على موقع أول موفي (الإنجليزية)
- دي جاي شادو على موقع إن إن دي بي (الإنجليزية)
- دي جاي شادو على موقع أول ميوزيك (الإنجليزية)
- دي جاي شادو على موقع ديسكوغز (الإنجليزية)
- دي جاي شادو على موقع ديسكوغز (الإنجليزية)
- دي جاي شادو على موقع ديسكوغز (الإنجليزية)